# Curtiss SC Seahawk
«Кертіс» SC «Сіхоук» (англ. Curtiss SC Seahawk) — американський одномоторний поплавковий гідролітак спостереження виробництва компанії Curtiss Aeroplane and Motor Company, розроблений для ВМС США під час Другої світової війни. Існуючі на той час Curtiss SO3C Seamew та Vought OS2U Kingfisher були поступово замінені SC «Сіхоук» наприкінці війни та в мирний післявоєнний час.

## Зміст
Роботи над новим літаком розпочалися в червні 1942 року після запиту Бюро аеронавтики ВМС США на розробку варіанту гідролітака для спостереження. 1 серпня 1942 року «Кертісс» представила проект Seahawk, а контракт на два прототипи та п'ять літаків для тестових випробувань було укладено 25 серпня. Замовлення на виробництво 500 SC-1 було надіслано в червні 1943 року, ще до першого польоту прототипів.
Хоча літак призначався лише для розміщення пілота, у хвостовій частині фюзеляжу було передбачено койку для рятувальних робіт або переміщення персоналу. У крилах було встановлено два 12,7-мм кулемети M2 Browning, а два підкрилових вузли підвіски дозволяли перевозити бомби вагою по 113 кг або, на правому крилі, радіолокаційну станцію поверхневого огляду. Крила були складними. Основний поплавок, розроблений для розміщення бомбового відсіку, мав значні протікання під час використання таким чином і був модифікований для перевезення допоміжного паливного бака.
16 лютого 1944 року відбувся перший політ прототипу XSC-1 на заводі Curtiss у Колумбусі, штат Огайо. Льотні випробування тривали до 28 квітня, коли останній із семи передсерійних літаків піднявся в повітря. Пізніше було побудовано ще дев'ять прототипів з другим сидінням та модифікованою кабіною під позначенням SC-2; втім у серійне виробництво він не пішов.
Перші серійні «Сіхоуки» були доставлені 22 жовтня 1944 року на американські важкі («великі») крейсери «Гуам» та «Аляска». Кожен корабель отримав по 4 «Сіхоуки» зі складу ескадрильї VCS-I6. Літаки «Аляски» та «Гуама» брали участь в обстрілах об'єктів на Філіппінах та о. Окінава, а також в інших операціях завершального періоду війни на Тихому океані. Гідролітаки SC-1 надходили також на легкі крейсери типу «Клівленд» і важкі — «Балтімор». Кораблі цих типів становили основу крейсерських сил американського флоту наприкінці Другої світової війни. Усі 577 літаків, виготовлених для ВМС, були доставлені на звичайному шасі та доставлені на відповідну авіабазу ВМС, де для обслуговування за потреби встановлювалися поплавки.
Здатний оснащуватися поплавковим або колісним шасі, «Сіхоук», можливо, був найкращим американським гідролітаком флоту за часів Другої світової війни. Однак через тривалий час розробки він надійшов на озброєння занадто пізно, і взяти активну участь у бойових діях у війні фактично не встиг. Лише в червні 1945 року, під час бомбардувань Борнео перед вторгненням, «Сіхоуки» були залучені до ведення бойових дій. До кінця війни гідролітаки ставали менш бажаними, і невдовзі його почали замінювати на гелікоптери.

## Основні модифікації
- XSC-1 — прототип літака
- SC-1 — серійний зразок, оснащений одноступеневим двигуном R-1820-62 потужністю 1300 к.с.; з двома бомботримачами на крилі та скидним радаром AN/APS-4 на правому крилі.
- SC-2 — серійний зразок, оснащений модернізованим двигуном R-1820-76, потужністю 1425 к.с. з покращеними висотними характеристиками; з двома бомботримачами на крилах та нескиданим радаром AN/APS-4 на спеціальному кріпленні.

## Країни-оператори
- США
  -  ВМС США

## Літаки, схожі за призначенням, ТТХ та епохою застосування
| - Fairey Seafox - CANT Z.505 - CANT Z.506 Airone - IMAM Ro.43 - Fiat RS.14 | - Fokker T.VIII - Fokker C.XI-W - Fokker C.XIV - Arado Ar 95 - Arado Ar 196 | - Arado Ar 231 - Heinkel He 59 - Heinkel He 114 - Heinkel He 115 - КОР-1 | - КОР-2 - Vought OS2U Kingfisher - Curtiss SOC Seagull - Curtiss SO3C Seamew | - Grumman J2F Duck - Northrop N-3PB - Vought O5U - Dewoitine HD.780 - Latécoère 298 | - Lioré et Olivier LeO H-43 - Aichi E13A - Aichi E16A - Aichi M6A - Mitsubishi F1M | - Nakajima A6M2-N - Nakajima E8N - Watanabe E9W - Yokosuka E14Y |